# Mikey Welsh
Mikey Welsh (Syracuse, 20 de abril de 1971 - Chicago, 8 de outubro de 2011) foi um baixista norte-americano.

## Biografia
Ele entrou no Weezer em 1999, no lugar de Matt Sharp e saiu da banda em 2002 dando seu lugar de baixista para Scott Shriner.

## Morte
Em 26 de setembro de 2011, Welsh escreveu no Twitter: "sonhei que morria em chicago na próxima semana (ataque cardíaco enquanto dormia). preciso escrever meu testamento hoje" (sic). Em 8 de outubro de 2011, Welsh foi encontrado morto em um quarto de hotel em Chicago com suspeita de overdose de heroína, levando a um ataque cardíaco.

## Discografia
- Weezer (2001)